# Blažejovice (Zbytiny)
Blažejovice (německy Plahetschlag) jsou osada, část obce Zbytiny v okrese Prachatice v Jihočeském kraji. Leží sedm kilometrů jihozápadně od Prachatic. Nachází se v Prachatické hornatině v nadmořské výšce 772 metrů, poblíž řeky Blanice, která se u Blanického mlýna severozápadně od vesnice začíná zahlubovat do kaňonovitého údolí.

## Historie
První písemná zmínka o vesnici pochází z roku 1393. Vznikly v místě, kde se Zlatá stezka větvila na směr k Prachaticím a k Záblatí. V roce 1910 zde stálo 23 domů se 129 obyvateli. Blažejovice ležely na národnostním předělu mezi českým a německým obyvatelstvem a byly českou vesnicí (na rozdíl od sousedních Křišťanovic, Cudrovic či Sviňovic).
V padesátých letech 20. století byl vzhled vesnice značně poznamenán výstavbou kravínu a bytovek. Blažejovice jako vzor budování šumavských socialistických vesnic navštívil i tehdejší prezident Antonín Novotný. Z původních šumavských usedlostí se zachovalo pouze pozoruhodné stavení sytě červené barvy s valbovým štítem a bohatým štukovým dekorem průčelí.

## Obyvatelstvo
| Rok            | 1869 | 1880 | 1890 | 1900 | 1910 | 1921 | 1930 | 1950 | 1961 | 1970 | 1980 | 1991 | 2001 | 2011 | 2021 |
| -------------- | ---- | ---- | ---- | ---- | ---- | ---- | ---- | ---- | ---- | ---- | ---- | ---- | ---- | ---- | ---- |
| Počet obyvatel | 128  | 157  | 123  | 139  | 129  | 149  | 139  | 40   | 79   | 102  | 102  | 101  | 87   | 84   | 74   |
| Počet domů     | 15   | 18   | 21   | 22   | 23   | 23   | 24   | 8    | 8    | 23   | 23   | 33   | 33   | 32   | 33   |

## Pamětihodnosti
- Usedlost čp. 48[7]
- Na východě vsi stojí výklenková kaplička.